# Hapalophragmium nepalense
Hapalophragmium nepalense är en svampart som beskrevs av Durrieu 1980. Hapalophragmium nepalense ingår i släktet Hapalophragmium och familjen Raveneliaceae.   Inga underarter finns listade i Catalogue of Life.